# Ophichthus regius
Ophichthus regius är en fiskart som först beskrevs av Richardson, 1848.  Ophichthus regius ingår i släktet Ophichthus och familjen Ophichthidae. Inga underarter finns listade i Catalogue of Life.